# 普雷拉
普雷拉（義大利語：Prelà），是意大利因佩里亚省的一个市镇。总面积15.38平方公里，人口501人，人口密度32.6人/平方公里（2009年）。ISTAT代码为008047。

## 友好城市
- 法國格拉斯新堡 2005年